# Пейриль, Бернар
Бернар Пейриль (фр. Bernard Peyrilhe; 10 января, 1735,Помпиньян, Окситания—12 февраля, 1804 )  французский хирург, известен как один из основоположников экспериментальных исследований рака. Пейриль родился в Помпиньяне и стал лектором в Парижской школе хирургии (École de Chirurgie).
В 1773 году, когда Пейриль учился на докторскую степень, он написал первый систематический обзор рака в отмеченном призами эссе, которое он отправил в Академию литературы и изящных искусств в Лионе в ответ на конкурс эссе под названием «Что такое рак?». Его эссе охватывало природу заболевания, его рост и лечение, и то, каким «вируc», продуцируемый опухолью, вызывает истощение (кахексия). В то время термин «вирус» означал любое вещество, поступающее из организма животного и способное переносить заболеванмя. Пейриль попытался продемонстрировать этот вирус, введя эмульсию жидкости от рака груди человека в рану, которую он создал на спине собаки. Он держал собаку в своем доме, чтобы наблюдать за ней, но у собаки во время инъекции образовался абсцесс. Пёс выл так сильно, что слуги Пейриля утопили его. Как теперь стало понятно, передача раковой ткани обмен между видами обычно безуспешен, поскольку иммунная система реципиента распознает клетки другого вида как чужеродные и уничтожает их.
Также в 1773 г. Пейриль был первым хирургом, применившим для лечения рака груди радикальную мастэктомию, которая включала как грудную мышцу, так и подмышечные лимфатические узлы . Он считал, что риски ампутации грудной мышцы перевешиваются определённым исходом смерти.
Пейриль также успешно лечил язвы карболовой кислотой, которая в то время была недавно открыта.